# Cenometra emendatrix
Cenometra emendatrix is een haarster uit de familie Colobometridae.
De wetenschappelijke naam van de soort werd in 1892 gepubliceerd door Francis Jeffrey Bell.